# Universitatea Paris-Diderot
Universitatea Paris-Diderot (în franceză Université Paris-Diderot) a fost o universitate franceză creată la 1 ianuarie 1971. A dispărut la 1 ianuarie 2020 în favoarea Universitatea Paris Cité în urma publicării în Jurnalul Oficial a decretului de creare a noii universități la 20 martie 2019.

## Profesori celebri
- Artur Avila, un matematician brazilian și francez specializat în sisteme dinamice și teorie spectrală
- Banya Natsuishi, un poet haiku japonez